# 東内典之
東内 典之（とうない のりゆき、1962年 - 1992年5月17日）は、元競輪選手。日本競輪選手会和歌山支部に在籍していた。
日本競輪学校第48期生。1981年11月1日、大津びわこ競輪場でデビュー戦を迎え2着。初勝利は同年11月28日の豊橋競輪場。生涯成績のうち、失格が20回、競走棄権が31回にも及び、闘争心の高いレースぶりに特徴があった。また、1983年から1988年頃まで、常時特別競輪（現在のGI）に参加していた。
1992年5月17日、福井競輪場でのレースで、最終第2センターで前走者に接触して転倒し、頭部を強打。脳挫傷および急性硬膜下血腫のために死亡した。30歳没。
選手登録削除日は1992年5月19日。通算戦績802戦108勝、優勝18回。